# ハナムシロガイ
ハナムシロガイは、有毒種の貝。

日本で中毒原因となる有毒種は、小型ではバイ科のバイ（毒性のあるのは一部地域の物。通常食べられている。食中毒情報は自治体より得るのが良い）、ムシロガイ科のキンシバイ、大型ではフジツガイ科のボウシュウボラの内臓（身は食べられる）である。
ムシロガイ科のアラレガイとオオハナムシロ（ハナムシロガイ）、オキニシ科のオオナルトボラからもフグ毒の検出例がある。
その他、中国大陸ではムシロガイ科のZeuxis samiplicutus、台湾では同科のオキナワハナムシロとサメムシロ、マクラガイ科のジュドウマクラなども有毒で、中毒を引き起こしている。
https://www.chem-station.com/yukitopics/hugu.htm

## 概要
有毒部位 - 筋肉、内臓

### 中毒発生状況
バイによるフグ毒中毒は1957年に新潟県寺泊産、1980年に福井県坂尻産のもので発生している。キンシバイによる中毒は2007年に長崎県、2008年に熊本県、2015年に長崎県で各1件発生し、それぞれ1名の患者を出している。ボウシュウボラによる中毒は1979年から1987年にかけて静岡県、和歌山県、宮崎県で各1件発生し、患者総数は4名である。小型巻貝によるフグ毒中毒は中国大陸では320件以上、台湾でも9件が報告されている。
http://www.sea-net.pref.fukuoka.jp/gaiyo/kenkyuu/Vol16/k16-25.pdf

### 中毒症状
魚類のフグ毒中毒と同じ

### 毒成分
テトロドトキシン

## 参考
- 厚生労働省HPより　https://www.mhlw.go.jp/topics/syokuchu/poison/animal_15.html